# Erik Spiekermann
Erik Spiekermann (Stadthagen, 30 maggio 1947) è un designer e disegnatore di caratteri tipografici tedesco.
È professore all'Università delle Arti di Brema.

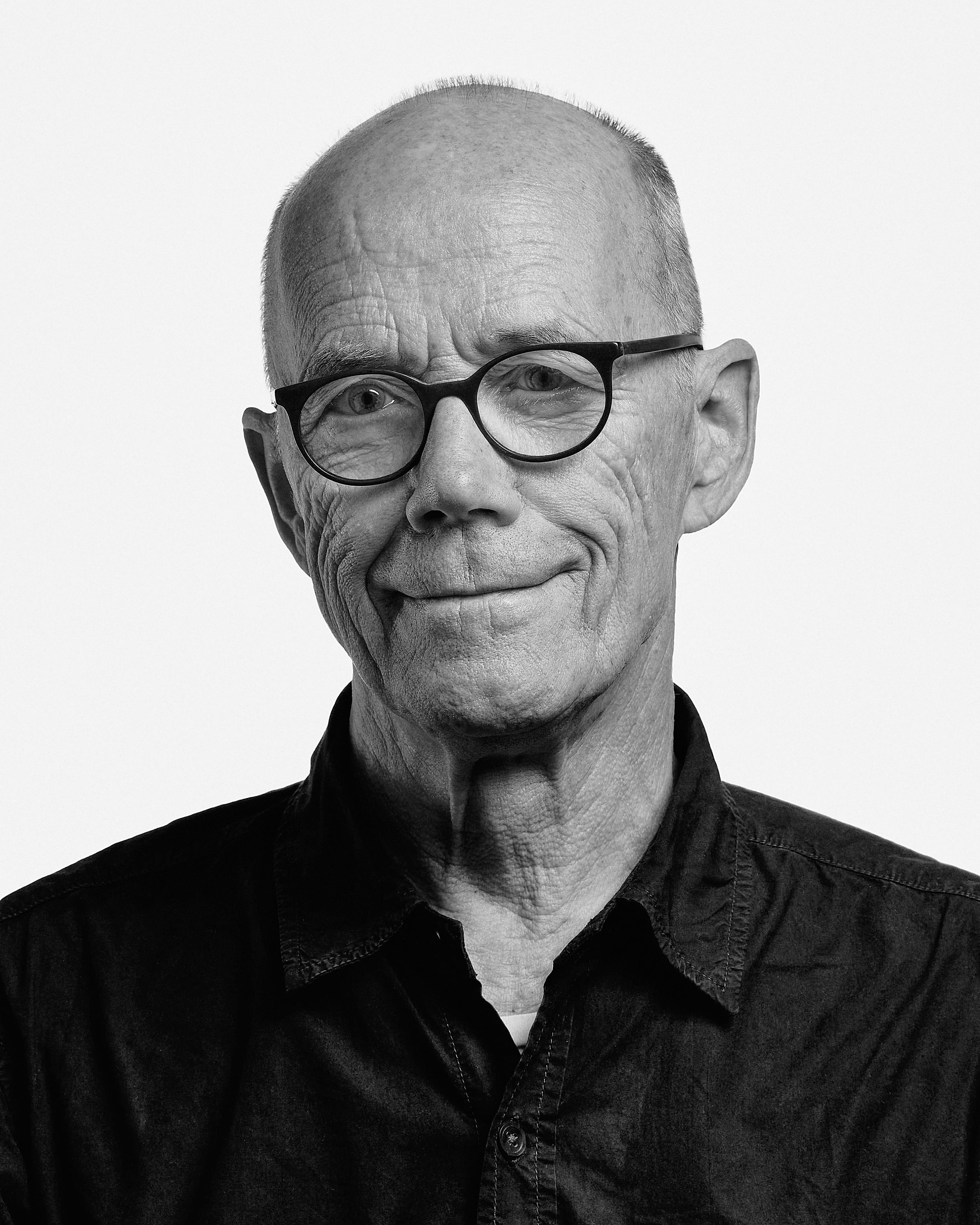
Erik Spiekermann, 2020

## Biografia
Studia storia dell'arte presso l'Università libera di Berlino, finanziandosi con l'attività di stampatore e tipografo.
Tra il 1972 e il 1979 lavora come grafico freelance a Londra, prima di tornare a Berlino per fondare lo studio MetaDesign, dal quale usciranno noti marchi corporativi come Audi, Volkswagen, e il logo e la segnaletica dell'aeroporto di Düsseldorf.
Nel 1989 cofonda con la moglie Joan e un altro grafico di fama internazionale, Neville Brody, il FontShop, il primo distributore di font digitali.
Nel 2001 abbandona il MetaDesign e fonda lo studio United Designers Network, con uffici a Berlino, Londra e San Francisco.
Nel 2006 ottiene una laurea ad honorem dall'Art Center College of Design di Pasadena per il suo contributo al design, e il German Federal Design Prize per il suo lavoro per la segnaletica della Deutsche Bahn, la società ferroviaria tedesca.
Lo United Designers Network è stato rinominato nel gennaio 2007 "SpiekermannPartners", e nel gennaio 2009, "EdenSpiekermann", con uffici ad Amsterdam, Berlino, San Francisco e Stoccarda.
Spiekermann è considerato una personalità di spicco nel mondo della tipografia e della grafica. Prende parte a numerosi convegni internazionali, e ha fornito nel corso degli anni un notevole apporto creativo, con il suo lavoro di grafico, in campi differenti, come lo sviluppo di app e la progettazione urbanistica.